# Борисов, Юрий Васильевич
Ю́рий Васи́льевич Бори́сов (1921—2013) — советский и российский историк, доктор исторических наук, профессор Дипломатической академии МИД России; дипломат, чрезвычайный и полномочный посланник, академик Нью-Йоркской академии наук, заслуженный деятель науки РСФСР (1985). Автор более 300 работ в научных и общественно-политических изданиях, в том числе монографий.

## Биография
Родился 25 июня 1921 года в городе Кременчуг, ныне Полтавской области Украины.
В 1943 году с отличием окончил философский факультет Московского университета и был направлен в Высшую дипломатическую школу МИД СССР (ныне Дипломатическая академия МИД России). В 1949 году защитил кандидатскую диссертацию на тему «Русско-французские отношения 1871—1875 годов: К вопросу об истоках русско-французского союза», которую затем издал в виде отдельной книги (1951, под общей редакцией академика Е. В. Тарле). В 1964 году защитил докторскую диссертацию на тему «Советско-французские отношения 1924—1945 годов», которую в этом же году опубликовал в качестве монографии.
На протяжении 1950—1960-х годов Юрий Васильевич вёл педагогическую и научную работу: был заместителем главного редактора журнала «Вопросы истории», заведовал кафедрами истории Европы и Америки, кафедрой всеобщей истории в МГИМО. В конце 1970 года Борисову было сделано приглашение на дипломатическую работу в Париже, и с 1971 по 1978 год он находился на посту советника Посольства СССР во Франции. В 1980-е годы заведовал кафедрой дипломатической и консульской службы Дипломатической академии МИД.
Умер 27 июля 2013 года в Москве.

## Основные работы
Книги
- Русско-французские отношения после Франкфуртского мира 1971—1875 гг. М., 1951;
- Советско-французские отношения и безопасность Европы. М., 1960;
- СССР и Франция: 60 лет дипломатических отношений. М., 1984;
- Шарль Морис Талейран. М., 1986 (в сер. «Библиотека „Внешняя политика. Дипломатия“»)
  - 2-е изд. 1989; 4-е изд. 2003;
- Дипломатия Людовика XIV. М., 1991 (в сер. «Из истории дипломатии»);
- Осуществлённая мечта маркизы де Помпадур. М., 2010.

Статьи и главы в коллективных трудах
- Франция // История зарубежных стран после второй мировой войны. М., 1964;
- Франция // История зарубежных стран 1917—1945 гг. М., 1967;
- Луи Арагон, Марк Шагал и др. встречи в Париже // Международная жизнь. 1989. № 1.

## Заслуги
- Награждён орденами Трудового Красного Знамени, «Знак Почёта» и медалями.
- Заслуженный деятель науки Российской Федерации.
- Почётный доктор Дипломатической академии МИД РФ.